# Alfred Riocreux
Alfred Riocreux, né le 8 janvier 1820 à Sèvres et mort le 15 mai 1912  à Paris, est un peintre français.

## Biographie
Alfred Riocreux est le fils de Denis Désiré Riocreux, artiste à la manufacture, et d'Henriette Anna Saint-Omer.
Il commence très jeune l'apprentissage de la peinture sur les conseils de son père, peintre de fleurs, à la manufacture de porcelaine de Sèvres. Il signe ses premières œuvres à 13 ans.
Il épouse Louise Poth.
Aquarelliste de fleurs, il s'adonne également aux vélins. Il expose au salon dès 1837.
Il est mort à son domicile parisien du quai Henri-IV à l'âge de 92 ans

## Distinctions
- Chevalier de la Légion d'honneur en 1870[4]

## Source de la traduction
- (en) Cet article est partiellement ou en totalité issu de l’article de Wikipédia en anglais intitulé « Alfred Riocreux » (voir la liste des auteurs).